# 格西拉让巴
格西拉让巴（藏語：དགེ་བཤེས་ལྷ་རམས་པ་，威利转写：dge bshes lha rams pa），是藏传佛教格鲁派格西的最高学位，即格鲁派僧人修学显宗的最高学位。

## 简介
藏语“格西”意为“善知识”，是藏传佛教格鲁派僧人修学显宗的学位制度，共分为格西多让巴、格西林色巴、格西措让巴、格西拉让巴四个等级。这四种格西学位面向格鲁派全体学僧。格鲁派僧人在学完必修的显宗经典之后，可以考取不同等级的格西，此后可任扎仓或中小寺院的堪布（即住持）。这种选拔每年举行并成为制度。
格西拉让巴考试分夏季（预考）、冬季（终考）两次举行。其中夏季的预考是最大的考验。通过预考的僧人要在来年的藏历新年大昭寺祈愿大法会上，参加立宗仪式（即通过甘丹寺、哲蚌寺、色拉寺这“三大寺”的多位高僧提出的佛学问题的答辩）即终考，两次考试全通过才能取得格西拉让巴学位。格西拉让巴之外的三个等级的格西由各寺院自行考评。格西拉让巴考试的辩经内容主要是五部大论（《释量论》、《入中论》、《现观庄严论》、《戒律论》、《俱舍论》）。
現在在印度的三大寺的格西拉讓巴制度是要學習五部大論20年以上，然後才開始參加考格西拉讓巴考6年，每年要考14科以上，有五部大論的辯經與寫作、文學、歷史、科學等， 考試會舉行一個月才能考完。
在西藏噶厦统治时期，在格西考试中，格西拉让巴、格西措让巴的考试程序最复杂，难度最高，特别是格西拉让巴考试，最终要由达赖喇嘛面试。传统上，格西拉让巴不仅要求考僧的宗教造诣高，而且学僧还要有经济基础，因为每位获格西拉让巴考试资格的考僧，在考试前都要在哲蚌寺内举办供养仪式。据说，当时拉萨三大寺录取格西学位的名额每年不得超过63名，其中格西拉让巴16个名额，格西措让巴12个名额，格西林色巴和格西多让巴35个名额，但遇达赖喇嘛转世灵童认定、坐床、亲政等仪式时，会多增加1到2个格西学位名额。格西名额分配权由噶厦的译仓控制。
中华人民共和国初期，格西拉让巴考试依照传统方式继续在拉萨举办。自1959年藏区骚乱后，一批格鲁派高僧流亡印度，在南印度重建了色拉寺、哲蚌寺、甘丹寺，并继续举办四个等级的格西考试，其中包括了格西拉让巴考试，每年授予格西拉让巴学位。
1966年爆发的文化大革命中断了拉萨每年举办的格西拉让巴考试。中共十一届三中全会后，1985年12月16日西藏自治区人民政府颁布《西藏自治区人民政府关于恢复拉萨祈祷大法会的通告》，“决定从1986年即藏历火虎年新年起，恢复在拉萨大昭寺内举行的祈祷大法会”。1986年2月，在十世班禅的主持下，拉萨祈祷大法会（即传昭大法会）在大昭寺前举行，1986年、1987年的传昭大法会中，拉萨三大寺共有17名僧人考取了格西拉让巴学位。1988年传昭大法会即将步入尾声之际，即1988年3月5日拉萨发生骚乱，法会的正常进行被破坏。自此，一年一度的拉萨传昭大法会再度中断。
2003年1月30日，西藏自治区人民政府颁布《西藏自治区藏传佛教僧人学经晋升格西拉让巴学位管理暂行办法》。从2004年开始，恢复藏传佛教学经僧人考核晋升格西拉让巴学位，此后每年举办，考评机构为中国佛教协会西藏分会。中国佛教协会西藏分会每年为考试组织考评委员会，由佛教界活佛、高僧、堪布（经师）、藏学家等组成，负责预考和终考的考核工作。2004年的考评委员会主任为中国佛教协会西藏分会会长珠康·土登克珠，此后他又连年担任该职。考试内容主要仍为显宗五部大论，同时也有其他综合考试。
例如2014年6月29日至7月4日，中国佛教协会西藏分会举办2015年度藏传佛教学经僧人考核晋升格西拉让巴学位夏季考试，来自色拉寺、哲蚌寺、甘丹寺、扎什伦布寺、强巴林寺等寺院的10位僧人获立宗资格。2015年4月5日，2015年度藏传佛教学经僧人考核晋升格西拉让巴学位立宗颁证仪式在拉萨大昭寺释迦牟尼主殿前举行，来自色拉寺、哲蚌寺、甘丹寺等寺院的10位考僧通过考核获格西拉让巴学位。从2004年到2015年，已有近百名考僧通过考核获格西拉让巴学位。